# 303
Évszázadok: 3. század – 4. század – 5. század
Évtizedek: 250-es évek – 260-as évek – 270-es évek – 280-as évek – 290-es évek – 300-as évek – 310-es évek – 320-as évek – 330-as évek – 340-es évek – 350-es évek
Évek: 298 – 299 – 300 – 301 –  302 – 303 – 304 – 305 – 306 – 307 – 308

## Események

### Római Birodalom
- Diocletianus és Maximianus császárokat választják consulnak.
- Diocletianus (Galerius javaslatára) február 23-án leromboltatja Nicomedia keresztény templomát, majd másnap kiadja első keresztényellenes rendeletét, amely megtiltja az istentiszteletek tartását, leromboltatja a templomokat és elrendeli szent szövegeik elpusztítását. Bár a császár igyekszik elkerülni a vérontást, a helyi bíróságokon számos halálos ítélet is születik a keresztények ellen.
- Az év nyarán Diocletianus kiadja második rendeletét, melyben előírja a keresztény papok letartóztatását.
- Diocletianus ősszel visszatér Rómába és Maximianusszal együtt megtartja uralkodásuk húszéves évfordulójának ünnepségeit. Ezek során kiadja harmadik rendeletét, melyben amnesztiát ad a bebörtönzött papoknak, ha azok áldoznak a pogány isteneknek. Az ünnepségek után a császár elhagyja Rómát és január 1-én Ravennában veszi át újabb consuli hivatalát.

## Születések
- Flavius Magnus Magnentius, római trónkövetelő
- Vang Hszi-csi, kínai kalligráfus

## Halálozások
- április 23. -Szent György, keresztény mártír
- Agathius, keresztény mártír
- Cyriacus, keresztény mártír
- Devota, keresztény mártír
- Erasmus, keresztény mártír
- Expeditus, keresztény mártír
- Felix és Adauctus, keresztény mártírok
- Firminus, keresztény mártír
- Vitus, keresztény mártír

## Fordítás
- Ez a szócikk részben vagy egészben  a(z)   303 című angol Wikipédia-szócikk ezen változatának fordításán alapul.  Az eredeti cikk szerkesztőit annak laptörténete sorolja fel. Ez a jelzés csupán a megfogalmazás eredetét és a szerzői jogokat jelzi, nem szolgál a cikkben szereplő információk forrásmegjelöléseként.